# ヨルダンの世界遺産
ヨルダンの世界遺産 （ヨルダンのせかいいさん）はユネスコの世界遺産に登録されているヨルダン国内の文化・自然遺産。

## 文化遺産
- ペトラ - （1985年）
- アムラ城 - （1985年）
- ウム・アル＝ラサス（ラサス地域の遺跡） - （2004年）
- 洗礼の地「ヨルダン川の向こう側、ベタニア」（アル＝マグタス） - （2015年）
- アッ＝サルト - 寛容と都市的ホスピタリティの場 - （2021年）

## 自然遺産
なし

## 複合遺産
- ワディ・ラム保護地域 - （2011年）